# لوئیس (شهرک)
latitudeلوئیس (شهرک)longitudeلوئیس (شهرک)
لوئیس (به انگلیسی: Lewes) یک شهرک در بریتانیا است که در انگلستان واقع شده‌است.

## خصوصیات
لوئیس ۱۱٫۴ کیلومترمربع مساحت و ۱۶٬۲۲۲ نفر جمعیت دارد.

## خواهرخوانده
شهرهای بلوآ و والدزهوت-تینگن خواهرخوانده‌های لوئیس هستند.